# ملعب تختي أهواز
ملعب تختي أهواز (بالفارسية: استاديوم تختی) هو ملعب متعدد الاستخدامات تم إنشاؤه سنة 1978 في مدينة الأهواز جنوب إيران. يتم استخدام هذا الملعب للعبة كرة القدم ورياضة الرغبي. يستضيف ملعب تختي مباراة نادي فولاد خوزستان ونادي استقلال أهواز ونادي استقلال خوزستان في دوري المحترفين الإيراني لكرة القدم. يرتفع هذا الملعب 1.5 متر من ارتفاع المياه الحرة.